# Arvède Barine
Arvède Barine, conocida también como Ernest Charles Vincens (nacida como Louise-Cécile Bouffé, París 17 de noviembre de 1840 - 14 de noviembre de 1908 fue una historiadora y crítica literaria francesa.
Publicó diversos trabajos historiográficos y biografías literarias, algunos de los cuales fueron traducidos al inglés como sus estudios sobre la Grande Mademoiselle, Alfred de Musset y George Sand. Colaboró en varias publicaciones con artículos de historia y crítica literaria como en la Revue bleue, la Revue des deux Mondes, la Revue politique et littéraire, la Nouvelle Revue, le Journal des débats, le Figaro y la Revue de Paris.
Condecorada como Caballero de la Legión de Honor, fue ganadora del Premio Vitet de la Academia Francesa de la Lengua en 1894 y del Premio Estrade-Delcros de la Académie des sciences morales et politiques en 1901. Formó parte del primer jurado que otorgó el Premio Femina en 1905.

## Obra
- L'Œuvre De Jésus-Ouvrier. Les Cercles catholiques, origines, organisation, action (1879)

- Portraits de femmes. Madame Carlyle. George Eliot. Un couvent de femmes en Italie en XVIe siècle. Psychologie d'une sainte. Sophie Kovalewski (1887)

- Essais et Fantaisies (1888)

- Princesses et grandes dames. Marie Mancini. La Reine Christine. Une princesse arabe. La duchesse du Maine. La margrave de Bayreuth (1890) (Texto en inglés)

- Alfred de Musset (1891)

- Bernardin de Saint-Pierre (1891)

- Bourgeois et gens de peu. Un juif polonais  (Salomon Maimon). Bourgeois d'autrefois (la famille Goethe). Une âme simple (mémoires d'un illettré). Un évadé de la civilisation (John Nelson). Les Gueux d'Espagne (Lazarillo de Tormes) (1894)

- Névrosés: Hoffman, Quincey, Edgar Poe, G. de Nerval (1898)

- Saint François d'Assise et la légende des trois compagnons (1901)

- La Jeunesse de la Grande Mademoiselle (1627-1652) (1901)

- Louis XIV et la Grande Mademoiselle (1652-1693) (1905)

- Madame, mère du Régent, 1652-1722, obra póstuma terminada por Louis Batiffol (1909)

Traducciones
- Herbert Spencer: Introduction à la science sociale (1874)
- Léon Tolstoï: Souvenirs: enfance, adolescence, jeunesse (1886)